# Nová Bystřice (zámek)
Nová Bystřice je hrad přestavěný na zámek ve stejnojmenném městě v okrese Jindřichův Hradec. Hrad byl založen v první polovině čtrnáctého století. Od osmdesátých let čtrnáctého století patřil Krajířům z Krajku a roku 1420 ho dobylo husitské vojsko vedené Janem Žižkou. Koncem šestnáctého století ho získali Lobkovicové, po nich Kinští a další šlechtické rody. V roce 1774 zámek vyhořel a od té doby byl využíván zejména k hospodářským účelům. Zámecký areál je chráněn jako kulturní památka ČR.

## Historie
První písemná zmínka o hradu pochází z roku 1341. O čtyřicet let později získal landštejnské panství s Bystřicí Konrád II. Krajíř z Krajku, jehož potomkům patřilo až do roku 1575. Konrádův syn Lipolt I. vedl spory s Rožmberky a pány z Hradce, a proto Jan mladší z Hradce město i hrad Bystřici dobyl a vrátil je zpět až po uzavření příměří roku 1405. Podruhé byl hrad s městem dobyt a vypálen Janem Žižkou na počátku husitských válek v roce 1420. Krajířové je nechali opravit. Lipoltovým nástupcem se stal jeho syn Volf Krajíř z Krajku, který měl pět synů, z nichž Bystřici roku 1489 převzali Jiří a Konrád Krajířové. Volf však žil v na bystřickém zámku až do své smrti v roce 1491. Bystřické panství nakonec připadlo Konrádovi, který po roce 1512 žil častěji na zámku v Brandýse nad Labem, a Bystřici přenechal svému bratrovi Volfu Krajířovi z Krajku, který zastával funkce nejvyššího kancléře a do své smrti v roce 1554 také nejvyššího purkrabího. Z jeho pěti synů Bystřici zdědili Jan a Vilém Krajířové z Krajku. Jan zemřel již v roce 1564 a Vilém postupně získal dědické podíly svých bratrů. Po Vilémově smrti v roce 1572 panství zdědil jeho synovec Julius Krajíř z Krajku, jehož poručníci je o tři roky později prodali Janovi staršímu z Lobkovic, který za město se zámkem, tvrzí Chlumcem, několika dvory a dvaceti vesnicemi zaplatil 95 tisíc kop míšeňských.
Jan starší z Lobkovic zemřel roku 1590 a novým majitelem se po vyrovnání s dalšími dědici stal Jiří Popel z Lobkovic, který bystřické panství téhož roku prodal Oldřichu Felixovi z Lobkovic za sedmdesát tisíc kop českých grošů. Ten už v roce 1593 Bystřici vyměnil s Lidmilou z Lobkovic za její díl bílinského zámku, Ročova a opouštěné Pravdy. Lidmila krátce před svou smrtí v roce 1602 Bystřici prodala Radslavovi z Vchynic a Tetova († 1619). Za něj v roce 1607 zámek spolu s částí města vyhořel, ale během tří let byl opraven v renesančním slohu.
Roku 1615 panství koupila za 125 tisíc kop míšeňských Lucie Otýlie Slavatová, rozená z Hradce a provdaná za Viléma Slavatu z Chlumu. V roce 1626 Bystřici převzal její syn hrabě Adam Pavel Slavata, který nechal zámek opravit po požáru města v roce 1651. Po něm panství přešlo na Ferdinanda Viléma Slavatu a roku 1682 na jeho bratra Jana Jiřího Jáchyma Slavatu. Po jeho smrti panství zdědil mladší bratr František Leopold Vilém Slavata, který však zemřel bezdětný roku 1691. Posledním dědicem se tak stal Jan Karel Jáchym Slavata, který byl karmelitánským mnichem a o dědictví neměl zájem. Bystřici proto zdědil svobodný pán Jan Leopold z Fünfkirchenu, který byl synem Kateřiny Terezie, rozené Slavatové.

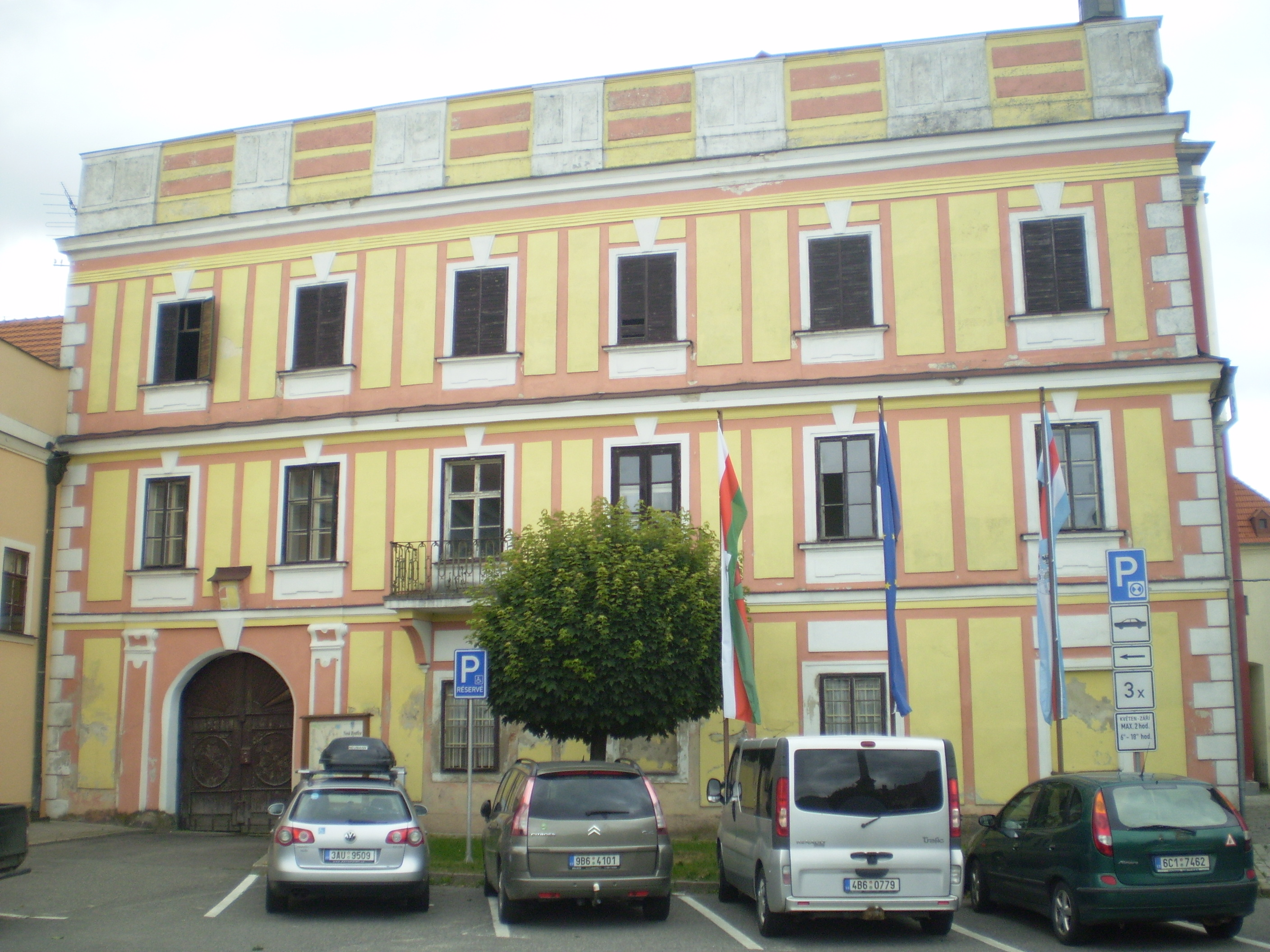
Průčelí nového zámku na náměstí

Za Fünfkirchenů zámek roku 1691 znovu vyhořel, ale opět byl obnoven. Po dalším požáru roku 1774 však hraběnka Antonie z Fünfkirchenu nechala zámek obnovit jen zčásti. Posledním majitelem z jejího rodu se stal hrabě František z Fünfkirchenu, který panství roku 1807 prodal pražskému měšťanovi Ignáci Roubalovi, který nechal ze zámecké budovy vytrhat mnoho kovových součástí, což vedlo k nutnosti strhnout druhé poschodí. Poškozený zámek v roce 1810 koupila hraběnka Terezie Trauttmansdorffová. V roce zámek koupil Antonín Hochberg z Henersdorfu, který nechal postavit klasicistní tzv. nový zámek, jehož budova při pohledu z náměstí zakrývá starý zámek. Další majitelé se rychle střídali. V roce 1843 byly odstraněny zbytky druhého poschodí starého zámku a zasypány příkopy a parkán.

## Stavební podoba

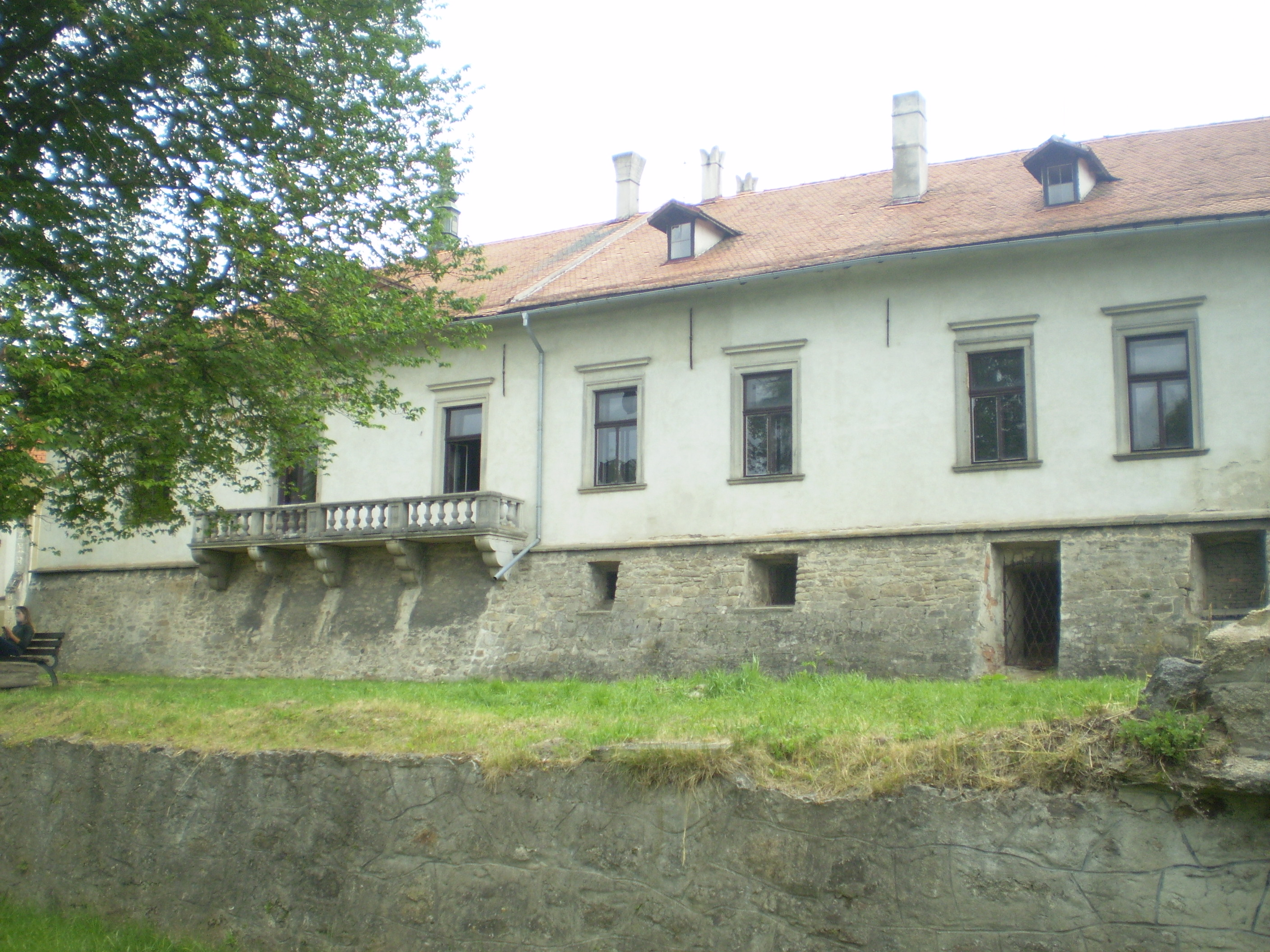
Východní strana s balkónem

V obraně dvoudílného hradu na východním okraji města hrála významnou roli voda. Podoba předhradí je neznámá a také informace o hradním jádře obehnaném původně parkánem jsou pouze zlomkovité. Podle historických popisů měl hrad dvě věže, z nichž jedna čtverhranná stávala u brány. Její fragmenty se dochovaly u renesančního portálu v budově nového zámku. Další pozůstatky hradu se nejspíše dochovaly v podobě valeně klenutých suterénů na východní straně. Na jižní a severní straně se dochovaly fragmenty hradeb.
Dochovaný zámek má čtyři křídla postavená okolo ústředního dvora. Na východním průčelí se nachází protáhlý balkón nesený krakorci. Východní stranu náměstí uzavírá budova nového zámku s renesančním portálem z roku 1611, u kterého jsou ve zdivu patrné fragmenty gotického zdiva. Portálem se vchází na první nádvoří v místech, kde se nacházelo předhradí gotického hradu.